# Simon St-Onge
Pour les articles homonymes, voir St-Onge.
Simon St-Onge, né le 12 juin 1980, à Montréal, est un juriste et écrivain québécois.